# Eygaliers
 Eygaliers  là một xã thuộc tỉnh Drôme trong vùng Auvergne-Rhône-Alpes đông nam nước Pháp. Xã Eygaliers nằm ở khu vực có độ cao từ 354-1160 mét trên mực nước biển.